# Mim becut maculat
El mim becut maculat (Toxostoma cinereum) és un ocell de la família dels mímids (Mimidae).

## Hàbitat i distribució
Viu als matollars del desert de la Baixa Califòrnia.